# Clu Gulager
Clu Gulager, egentligen William Martin Gulager, född 16 november 1928 i Holdenville, Oklahoma, död 5 augusti 2022 i Los Angeles, Kalifornien, var en amerikansk skådespelare som huvudsakligen gjort karriär i olika TV-serier. För den svenska publiken är han förmodligen bäst känd från en av 1980-talets otaliga skräckfilmer The Return of the Living Dead. Att Gulager också spelat huvudrollen i en svensk långfilm, Gangsterfilmen (1974), är ett numera nästan helt bortglömt faktum som kan bero på att filmen floppade totalt och bara sågs av några tusen biobesökare.
Sitt genombrott fick Gulager redan 1960–1962 i TV-seriem The Tall Man där han spelade Billy the Kid. Han uppmärksammades då av Don Siegel som erbjöd Gulager en av huvudrollerna i Bödlarna, den första långfilmen någonsin som i första hand var avsedd för visning i TV.

## Filmografi (urval)
- 1985 – The Return of the Living Dead
- 1974 – Gangsterfilmen
- 1971 – Den sista föreställningen
- 1964 – Bödlarna
- 1962 - Alfred Hitchcock presenterar, avsnitt Final Vow (gästroll i TV-serie)
- 1960–1962 – The Tall Man (TV-serie)